# Birkhoff (cràter)

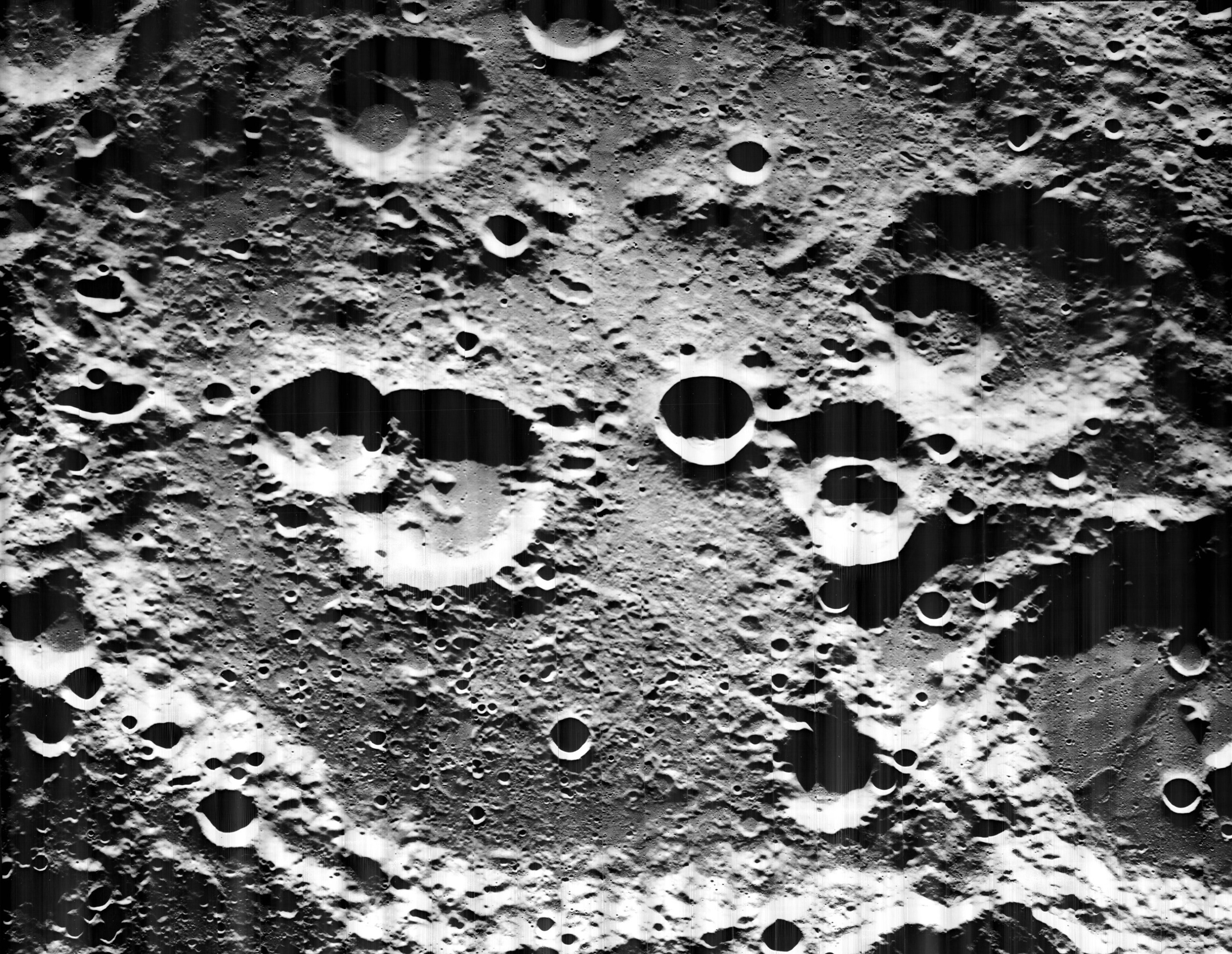
Interior de Birkhoff, també des de la Lunar Orbiter 5

Birkhoff és una plana emmurallada de gran grandària que es troba en la cara oculta de la Lluna, en l'hemisferi nord. Aquesta formació és un impacte antic fortament erosionat, amb una superfície envaïda per múltiples cràters en el seu interior i al llarg de la vora. La paret exterior està envoltada pels cràters Carnot al sud, Rowland al llarg del costat oest, i Stebbins al nord. Just al nord-est està van't Hoff. 

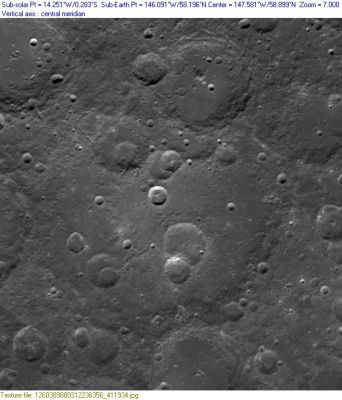
Fotografia de la missió Clementine (1994)

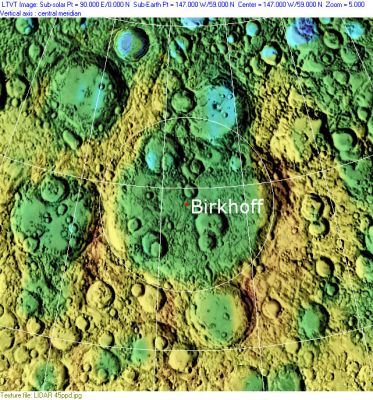
Localització de Birkhoff

El que queda del perímetre és ara un pendent escarpat al llarg de la paret interior, que el seu bord s'ha desgastat fins a anivellar-se amb l'irregular terreny extern. La vora està plena de marques de petits cràters de diferents dimensions. Dins del cràter es localitzen diversos cràters notables: al llarg de la vora interior del nord-oest apareix l'erosionat Birkhoff X, mentre que en el fons cap al sud sud-oest es troba Birkhoff P. Posteriorment es va unir a través d'una cresta baixa a la formació de cràters doble de Birkhoff K i Birkhoff L en la meitat oriental del cràter. A l'interior nord se situen els més petits, però relativament recents Birkhoff I i Birkhoff Z. La resta del sòl és pla en alguns llocs, amb seccions escarpades i molts petits cràters.

## Cràters satèl·lit
Per convenció aquests elements són identificats en els mapes lunars posant la lletra en el costat del punt central del cràter que està més prop de Birkhoff.
|          | \| Birkhoff \| Coordenades \| Diàmetre \| \| -------- \| -------------------------------------- \| -------- \| \| K \| 57° 48′ N, 144° 18′ O / 57.8°N,144.3°O \| 58 km \| \| L \| 56° 36′ N, 144° 48′ O / 56.6°N,144.8°O \| 37 km \| \| M \| 54° 42′ N, 144° 48′ O / 54.7°N,144.8°O \| 23 km \| \| Q \| 56° 36′ N, 150° 48′ O / 56.6°N,150.8°O \| 43 km \| \| R \| 57° 30′ N, 153° 00′ O / 57.5°N,153.0°O \| 27 km \| \| X \| 62° 06′ N, 149° 42′ O / 62.1°N,149.7°O \| 77 km \| \| / \| 59° 54′ N, 146° 36′ O / 59.9°N,146.6°O \| 25 km \| \| Z \| 61° 18′ N, 145° 18′ O / 61.3°N,145.3°O \| 30 km \| |          |
| Birkhoff | Coordenades | Diàmetre |
| K        | 57° 48′ N, 144° 18′ O / 57.8°N,144.3°O | 58 km    |
| L        | 56° 36′ N, 144° 48′ O / 56.6°N,144.8°O | 37 km    |
| M        | 54° 42′ N, 144° 48′ O / 54.7°N,144.8°O | 23 km    |
| Q        | 56° 36′ N, 150° 48′ O / 56.6°N,150.8°O | 43 km    |
| R        | 57° 30′ N, 153° 00′ O / 57.5°N,153.0°O | 27 km    |
| X        | 62° 06′ N, 149° 42′ O / 62.1°N,149.7°O | 77 km    |
| /        | 59° 54′ N, 146° 36′ O / 59.9°N,146.6°O | 25 km    |
| Z        | 61° 18′ N, 145° 18′ O / 61.3°N,145.3°O | 30 km    |